# Lindesbergs stad
Lindesbergs stad var en stad och kommun i Örebro län. 

## Administrativ historik
Lindesbergs stad fick sina stadsrättigheter den 20 december 1643 av drottning Kristina förmyndarregering, vilka sedan bekräftades av Kristina när hon blivit myndig 10 november 1645, och bröts då ut ur Linde socken, vilken samtidigt namnändrades till Lindesbergs socken. 1927 återfick dock motsvarande landskommun namnet Linde landskommun. 1969 inkorporerades Linde landskommun i staden. 1971 gick staden upp i den då nybildade Lindesbergs kommun.
Den 1 januari 1942 (enligt beslut den 6 december 1940) överfördes vissa områden från Linde landskommun, socken och församling till staden och dess församling. Arealen av dessa områden, 0,35 km², varav 0,02 km² land, hade sedan tidigare varit inräknat med stadens areal.
Den 1 januari 1963 överfördes till staden från Linde landskommun ett område med 84 invånare och omfattande en areal av 2,03 km², samt i motsatt riktning ett område med 6 invånare och omfattande en areal av 0,18 kvadratkilometer.
Staden hade egen jurisdiktion fram till 1948, då den lades under landsrätt i Lindes och Nora domsagas tingslag.
Stadsförsamlingen, Lindesbergs stadsförsamling, namnändrades 1927 till Lindesbergs församling som sedan 1967 inkorporerade Linde församling (före 1927 Lindebergs landsförsamling). 

### Sockenkod
För registrerade fornfynd med mera så återfinns staden inom ett område definierat av sockenkod 2250 som motsvarar den omfattning staden hade kring 1950.

## Stadsvapnet
Blasonering: I fält av silver en grön lind uppväxande från ett grönt treberg.
Vapnet bygger på en bild i staden Lindesbergs privilegiebrev från 1645.  Den nya kommunen lät registrera vapnet 1975.

## Borgmästare
- Sten Andersson 1645-1652
- Anders Sten 1652-1684
- Anders Andersson Holm 1684-1687
- Lars Krögh 1687-1717
- Samuel Strandell 1717-1723
- Samuel Lombh 1724-1728
- Nils Botin 1729-1766
- Erik Öijer 1766-1782
- Carl Fredrik Norström 1782-1825
- Jonas Holmström 1825-1828
- Salomon Rubin 1829-1867
- Axel Gustafsson 1871-1872
- Ingel Bergöö 1872-1906
- Magnus Sjölin 1907-1947

## Geografi
Lindesbergs stad omfattade den 1 januari 1952 en areal av 13,27 km², varav 12,13 km² land. Efter nymätningar och arealberäkningar färdiga den 1 januari 1960 omfattade staden den 1 november 1960 en areal av 13,54 km², varav 12,40 km² land.

### Tätorter i staden 1960
I Lindesbergs stad fanns del av tätorten Lindesberga, som hade 5 755 invånare i staden den 1 november 1960. Tätortsgraden i staden var då 96,6 procent.

## Politik

### Mandatfördelning i valen 1919–1968
| 8 | 6 | 7 |

| 19 |

| 7 | 6 | 8 |

| 19 |

| 8 | 6 | 7 |

| 20 |

| 8 | 6 | 7 |

| 21 |

| 6 | 7 | 8 |

| 20 |

| 8 | 1 | 6 | 6 |

| 21 |

| 10 | 1 | 5 | 5 |

| 19 |

| 13 | 5 | 7 |

| 21 | 4 |

| 2 | 12 | 5 | 6 |

| 21 | 4 |

| 13 | 8 | 4 |

| 20 | 5 |

|  | 12 | 7 | 5 |

| 20 | 5 |

|  | 11 | 3 | 5 | 5 |

| 21 | 4 |

| 13 | 3 | 5 | 4 |

| 21 | 4 |

|  | 10 | 4 | 6 | 4 |

| 20 | 5 |

|  | 20 | 9 | 6 |  | 3 |

| 34 | 6 |

## Befolkningsutveckling
| Befolkningsutvecklingen i Lindesbergs stad 1810–1990                                                    | Befolkningsutvecklingen i Lindesbergs stad 1810–1990 | Befolkningsutvecklingen i Lindesbergs stad 1810–1990 | Befolkningsutvecklingen i Lindesbergs stad 1810–1990 | Befolkningsutvecklingen i Lindesbergs stad 1810–1990 |
| --- | ---------------------------------------------------- | ---------------------------------------------------- | ---------------------------------------------------- | ---------------------------------------------------- |
| |                                                      |                                                      |                                                      |                                                      |
| År |                                                      |                                                      | Folkmängd                                            |                                                      |
| 1810 | 1810                                                 |                                                      | 552                                                  |                                                      |
| 1820 | 1820                                                 |                                                      | 624                                                  |                                                      |
| 1830 | 1830                                                 |                                                      | 792                                                  |                                                      |
| 1840 | 1840                                                 |                                                      | 776                                                  |                                                      |
| 1850 | 1850                                                 |                                                      | 876                                                  |                                                      |
| 1860 | 1860                                                 |                                                      | 1 091                                                |                                                      |
| 1870 | 1870                                                 |                                                      | 1 242                                                |                                                      |
| 1880 | 1880                                                 |                                                      | 1 585                                                |                                                      |
| 1890 | 1890                                                 |                                                      | 1 532                                                |                                                      |
| 1900 | 1900                                                 |                                                      | 1 930                                                |                                                      |
| 1910 | 1910                                                 |                                                      | 2 772                                                |                                                      |
| 1920 | 1920                                                 |                                                      | 3 027                                                |                                                      |
| 1930 | 1930                                                 |                                                      | 3 242                                                |                                                      |
| 1940 | 1940                                                 |                                                      | 4 455                                                |                                                      |
| 1950 | 1950                                                 |                                                      | 5 279                                                |                                                      |
| 1960 | 1960                                                 |                                                      | 6 022                                                |                                                      |
| 1970 | 1970                                                 |                                                      | 10 191                                               |                                                      |
| 1980 | 1980                                                 |                                                      | 11 389                                               |                                                      |
| 1990 | 1990                                                 |                                                      | 11 777                                               |                                                      |
| Anm: Källor: Umeå universitet - Tabellverket 1749-1859, Demografiska databasen, CEDAR, Umeå universitet |                                                      |                                                      |                                                      |                                                      |